# Синеухие зимородки
Синеухие зимородки (лат. Cittura) — род птиц семейства зимородковых .
Родовое название происходит от др.-греч. κιττα — «сорока» и др.-греч. ουρα — «хвост».

## Классификация
Международный союз орнитологов включает в род два вида:
| Изображение | Русское название   | Научное название     | Распространение          |
| ----------- | ------------------ | -------------------- | ------------------------ |
|             | Синеухий зимородок | Cittura cyanotis     | Сулавеси                 |
|             |                    | Cittura sanghirensis | острова Сангихе и Талауд |